# 生田區
生田區是過去曾存在於日本神戶市的行政區，已於1980年與葺合區合併為中央區，過去的轄區範圍相當於現在中央區花道路以西區域加上港灣人工島。

## 歷史
在神戶市最初設立行政區時，生田區的範圍最初屬於湊東區和神戶區，1945年神戶市重編行政區時才設立了生田區，區名源自生田神社。
1980年生田區與葺合區被合併為為中央區，但過去的行政區劃名稱仍出現在現在的生田警察署，該警察署的轄區即為過去生田區的範圍。